# Warsztaty Szybowcowe ZASPL
Warsztaty Szybowcowe Związku Awiatycznego Studentów Politechniki Lwowskiej – pierwsza polska wytwórnia produkująca masowo szybowce założona we Lwowie na bazie Sekcji Technicznej Związku Awiatycznego Studentów Politechniki Lwowskiej (ZASPL).

## Historia
Początki budowy samolotów na Politechnice Lwowoskiej sięgają 1910 roku kiedy to z inicjatywy ZASPL powstał dwupłatowy samolot konstrukcji Jana Webera i Zygmunta Sochnackiego. Maszyna rozbiła się podczas przeprowadzanych prób samolotu. W 1913 roku wybudowano pierwszy szybowiec konstrukcji Tadeusza i Wacława Floriańskich, który również uległ rozbiciu podczas prób przeprowadzanych na Wysokim Zamku.
Wybuch I wojny światowej przerwał działalność studentów pasjonatów lotnictwa. Swoją działalność wznowili w 1923 roku. W tym samym roku w Białce Tatrzańskiej odbyły się I Konkurs Ślizgowców będący pierwszymi w Polsce zawodami szybowcowymi. Rok później, student Politechniki Lwowskiej, Wacław Czerwiński postanowił zbudować szybowiec, który wziął by udział w mających się odbyć w 1925 roku II Konkursie Szybowcowym. Budowę rozpoczęto w Parku Lotniczym 2. Pułku Lotniczego w Krakowie podczas wakacyjnych praktyk.
Latem 1925 roku konstrukcję przewieziono do Lwowa gdzie w remizie tramwajowej Miejskiej Kolei Elektrycznej kontynuowano budowę. Niedokończony szybowiec zawitał jeszcze do kreślarni Politechniki Lwowskiej aby zostać ukończonym w hangarach Ligi Obrony Powietrznej i Przeciwgazowej.
Jesienią 1927 roku przeprowadzono próby wytrzymałościowe. Rok później, 13 marca 1928 roku, szybowiec oznaczony jako CW-I, ciągnięty na holu przez samochód oderwał się po raz pierwszy od ziemi na wysokość 10 metrów. Na CW-I osiągnięto 25 maja 1928 roku rekord Polski w długotrwałości lotu (4 min 13 s). Sukces zachęcił do dalszej pracy i w 1929 roku w lotach brały udział kolejne konstrukcje Czerwińskiego, szybowce CW-II i CW-III, które powstały w warsztacie stolarskim Szczupłakiewicza we Lwowie mieszczącym się przy ulicy Szpitalnej 52, warsztat ten później stał się Warsztatami Szybowcowymi ZASPL.
W 1930 roku warsztat został oficjalnie przekształcony w Warsztaty Szybowcowe ZASPL. Pierwszymi zbudowanymi w nich szybowcami były szkolne CW-III. W 1930 oblatano zbudowany również w warsztatach pierwszy polski dwumiejscowy szybowiec wyczynowy CW-IV. W 1931 warsztaty przeniesiono na ulicę Na Błonie 20 (ul. Pierackiego) i rozpoczęto seryjną produkcję CW-III (20 egzemplarzy w 1931 roku).
W latach 1932–1933 wybudowano 80 egzemplarzy kolejnej konstrukcji Czerwińskiego, szkolnego szybowca CWJ-I (późniejszy CWJ). Zatrudnienie wzrosło do ponad 30 pracowników. W 1933 roku dzięki wsparciu finansowemu hrabiego Kajetana Czarkowskiego-Golejewskiego warsztaty przekształcono w spółkę o tej samej nazwie. Dyrektorem nowo utworzonej spółki został inżynier Tadeusz Załęski.
W 1933 roku rozpoczęto budowę zmodernizowanej wersji szybowca CWJ, CWJ-bis Skaut, zbudowano około 20 egzemplarzy tej wersji oraz wyczynowy CW-5 bis (również zbudowany w liczbie około 20 egzemplarzy). W 1935 roku warsztaty znalazły się w trudnej sytuacji finansowej. Produkowane szybowce CW-7 i CW-8 nie były udanymi konstrukcjami. Swój udział ze spółki wycofał Wacław Czerwiński, który przeniósł się do Wojskowych Warsztatów Szybowcowych w Krakowie. Niestety dalszy brak zamówień, kłopoty z CW-8 doprowadziły do bankructwa warsztatów w 1936 roku.
W ciągu 8 lat swojej działalności w warsztatach wyprodukowano około 190 szybowców czternastu typów. 1 czerwca 1937 roku Warsztaty przejął Instytut Techniki Szybownictwa i Motoszybownictwa (ITSM). Zmieniono wówczas nazwę na Doświadczalne Zakłady Szybowcowe ITSM. Po czterech miesiącach działalności, całość przejęły Lwowskie Warsztaty Lotnicze.